# 国际中学教育普通证书

IGCSE 标志

国际中学教育普通证书（全称：International General Certificate of Secondary Education，缩写：IGCSE），由英國劍橋大學創立，是针对14岁至16岁学生的國際普通中學教育认证，被全世界多数大学及雇主所承认。
作为升读A-Level国际预科课程之前的基础课程，IGCSE国际高中课程在学制上大体相当于中国的高一、高二年级课程。
全球共有三个IGCSE/IAL（International A-Level）考试局，分别是OxfordAQA、Pearson Edexcel（培生爱德思）和CAIE。

## 评分标准
2017年以前，IGCSE用一套8分评价机制对学生进行评价，包括从A*到G等级，及一个意味着未评级的“U”级。这种评价体系也在英国的GCSE中被应用。最初，“A*”等级并不存在于GCSE，但于1994年被加入来标识最高的成就。
自2017年8月起，英格兰的GCSE成绩采用不同的9-1评分标准。在这个标准中，9分是学生可获得的最高分。
全球的国际学校一般会要求学生学习5到14门IGCSE课程。不同的学校有不同的毕业标准，但达到C（4分）可以说是大部分学校的最低要求。
不同考试局的科目的要求和可得的最高/最低分不同。
为了嘉奖夺得最高成就的最优秀学生，剑桥大学会为每个学科颁发“杰出贡献奖”（分为全国性及国际性）。